# Amparo Cuevas
Luz Amparo Cuevas Arteseros (1931-2012) va ser una suposada vident catòlica espanyola.
Amparo Cuevas va prendre rellevància a partir del 14 juny de 1981 quan va afirmar que se li havia aparegut la Verge dels Dolors a la finca de Prado Nuevo al municipi madrileny de El Escorial. Arran d'aquestes declaracions va sorgir un moviment religiós que ha mobilitzat milers de persones que van al lloc de les suposades aparicions marianes. Es va anomenar "vident de l'Escorial" en referència al municipi on Amparo va afirmar que s'havien produït les aparicions.
Aquestes aparicions encara no han estat reconegudes per l'Església Catòlica i han creat polèmica que ha arribat fins als tribunals. Tot el que a partir de 1981 va sorgir al voltant d'aquests fets ha estat qualificat per alguns «secta i negoci destructiu».

## Biografia
Luz Amparo Cuevas Arteseros néixer en el si d'una família humil el 13 de març de 1931 a la pedania de Pesebre del poble albacetenc de Peñascosa, a Castella-la Manxa, Espanya. Els seus pares van ser María Dolores Arteseros i Jacinto Cuevas Ruiz. Es va casar amb Nicasio Barderas Bravo i va tenir set fills.
Va ser una dona humil i sense estudis però una bona comunicadora. El 14 de juny de 1981 va afirmar que a la finca de Prado Nuevo, del municipi madrileny de El Escorial, se li havia aparegut la Verge dels Dolors sobre un freixe, afirmant que era «l'instrument escollit pel Senyor i la Verge per comunicar els seus missatges». Ja des de novembre del 1980 havia tingut algunes manifestacions prèvies.
El fet de l'aparició de la Verge, que es repetiria diverses vegades més fins a l'any 2002, va atreure a milers de persones procedents de diferents parts d'Espanya i de països com Portugal, França, Argentina, Mèxic i Itàlia.
Amparo Cuevas posava veu als missatges que afirma rebia de la Verge. Aquestes locucions eren gravades i reproduïdes per altaveus.
L'Església Catòlica no va donar suport a aquests fets. El 1985 el llavors arquebisbe de Madrid, Ángel Suquía, després del corresponent procés, va resoldre que no constava el caràcter sobrenatural de les suposades aparicions i revelacions en Prado Nuevo. A l'abril del 2012 l'arquebisbe de Madrid Antonio María Rouco Varela va autoritzar a celebrar el Tridu Pasqual en el lloc de les suposades aparicions i a la construcció d'una capella, si bé mantenint en tot moment la resolució del seu predecessor. Aquesta capella va ser construïda després que a l'abril del 2012 l'arquebisbe de Madrid, el cardenal Rouco Varela, donés l'aprovació i l'ajuntament, al juny, el permís corresponent per a la seva construcció.
Al costat del nombre de devots també va sorgir un moviment de familiars i exdevots que van acusar Luz Amparo Cuevas i l'organització que s'havia format al seu voltant de ser una secta destructiva i de maltractaments psicològics i físics.
El 26 maig del 1983 pateix una agressió per part de tres desconeguts.
El divendres 17 d'agost del 2012, Luz Amparo Cuevas Arteseros va morir al seu domicili de l'Escorial, després d'una llarga malaltia. El seu funeral va inaugurar la capella dedicada a la Mare de Déu que es va alçar en el lloc de la suposada aparició, capella la qual va ser una de les peticions que la Verge va realitzar "per a la mesura sobre la Passió del seu Fill" i on va ser enterrada.

## Les aparicions
Encara que ja a l'octubre de 1980 Luz Amparo Cuevas havia tingut alguna experiència estranya, el 14 juny 1981 diu veure a la Verge dels Dolors sobre un freixe a la finca "Prado Nuevo". La Verge li deixa el següent missatge:
| « | Soy la Virgen Dolorosa. Quiero que se construya en este lugar una capilla en honor a mi nombre; que se venga a meditar de cualquier parte del mundo la pasión de mi Hijo, que está muy olvidada. Si hacen lo que yo digo, el agua de esta fuente curará. Todo el que venga a rezar aquí diariamente el Santo Rosario será bendecido por mí. Muchos serán marcados con una cruz en la frente. Haced penitencia. Haced oración. Sóc la Verge Dolorosa. Vull que es construeixi en aquest lloc una capella en honor del meu nom; que vingui a meditar d'arreu del món la passió del meu Fill, que està molt oblidada. Si fan el que jo dic, l'aigua d'aquesta font curarà. Tot el que vingui a resar aquí diàriament el Sant Rosari serà beneït per mi. Molts seran marcats amb una creu al front. Feu penitència. Feu oració. | » |

El 24 de juny de 1983 torna a aparèixer la Verge i demana que "es funden cases d'amor i misericòrdia per als pobres".
La Verge s'apareix donant diferents missatges en diverses ocasions, així s'apareix el 18 de setembre de 1983, el 25 i el 31 de maig de 1984. Segons Amparo va arribar a veure la Verge fins a 376 vegades.
Al començament de la dècada dels 90 del segle xx, el llavors alcalde de El Escorial, el socialista Mariano Rodríguez, el rector, Pau Camacho Becerra, i l'administrador de la finca Prado Nuevo, Tomás Leyún, intenten posar fi al moviment arribant a tancar, per part de l'ajuntament, la finca. El 15 de setembre de 1995 es reobre Prado Nuevo, en perdre el PSOE l'alcaldia. El rector, don Pablo Camacho Becerra, mai es va mobilitzar ni a favor ni en contra, seguint les instruccions del Cardenal Arquebisbe de Madrid-Alcalá, Vicente Enrique i Tarancón, que li va ordenar no fer cas dels fenòmens.

## L'obra
Al voltant de les aparicions marianes de Prado Nuevo s'ha creat i desenvolupat un entramat de fundacions i institucions religioses. Això es coneix com «l'Obra de la Mare de Déu de l'Escorial».
El 1994 es crea la Fundació Pia Autònoma Verge dels Dolors i l'Associació Pública de Fidels i Reparadors de Nostra Senyora la Verge dels Dolors. L'Associació Pública de Fidels i Reparadors de Nostra Senyora la Verge dels Dolors" compta amb més de 132 propietats.
Relacionats directament amb Prado Nuevo es van ordenar l'any 2000 3 preveres i posteriorment altres quatre més. També es mantenen més de 80 novícies.